# Lemmerhengst
De lemmerhengst (of Lemsterhengst) is een traditioneel Zeeuws zeilschip dat voor het eerst werd gebouwd in Kruispolder (Zeeland) in 1899. Het vissersschip is een kruising van een hengst en een Lemsteraak. Het schip is gebouwd uit eikenhout met een stomp voorschip en een rond achterschip en het werd tot midden 20e eeuw gebruikt voor het vissen op alle rond- en platvis, paling en mosselen in de Scheldedelta. 